# 乙速孤神庆
乙速孤神庆(599年—660年10月3日)，字昭祐，京兆醴泉县（陕西礼泉县）人，贞观十七年任太子李治的右卫率府勋卫郎将，李治即位后任太子李忠的右虞候副率和检校左、右领军卫将军。

## 家世
《元和姓纂》卷十五载：“乙速孤，代人，随魏南徙河南。后魏仪同乙速孤明（显），生台，梁郡太守；生贵，北齐和仁公、隋左庶子。贵生安，安生晟，晟生神庆，唐卫率左领将军。”
- 五代祖：乙速孤显，后魏拜骠骑大将军，赐姓为乙速孤氏
- 高祖：乙速孤台，梁郡太守
- 曾祖：乙速孤贵，北齐右卫大将军、仪同三司、使持节都督岐州诸军事、岐州刺史，北周上开府仪同三司、〇附大夫，隋河州诸军事、河州刺史、河州总管、太子右庶子、和仁郡开国公
- 祖父：乙速孤安，北周长州刺史，隋益州都督，袭封和仁郡开国公
- 父亲：乙速孤晟，唐左车骑将军、骠骑将军

## 历任官职
- 义宁初（618年），归附唐高祖李渊，入李世民秦王府，授通议大夫，任右亲卫。
- 武德四年（621年），从李世民破王世充于千金堡，俘虏窦建德，以功加勋柱国，赐物二百段。
- 武德九年（626年）六月四日，参加玄武门之变。
- 貞觀五年（631年），授右卫勋卫果毅都尉长上。
- 贞观八年（634年），授右勋卫校尉。
- 贞观十年（636年），授游击将军，守左领军长〇府〇别将，镇守永丰仓。
- 贞观十二年（638年），检校右勋卫上府郎将。
- 贞观十七年（643年），晋王李治被立为皇太子，守太子右卫率府勋卫郎将。
- 贞观十九年（645年），唐太宗征讨高句丽，护卫太子李治于定州监国。
- 贞观二十年（646年），父亲乙速孤晟去世，丁忧去职。
- 贞观二十三年（649年），诏授太子右卫率府翊卫郎将，同年李治继位为帝，授右卫郎将。
- 永徽三年（652年），除右骁卫翊卫中郎将。
- 永徽五年（654年），诏授太子李忠的右虞候副率。
- 显庆二年（657年），从唐高宗驾幸洛阳，任检校左领军卫将军。
- 显庆五年（660年）正月，从唐高宗驾幸并州，六月回到洛阳，转任检校右领军卫将军，仍知六闲马事。不久又兼太子右卫率。八月二十四日（660年10月3日）去世，年六十二。

## 乙速孤神庆碑
乙速孤晟、乙速孤神庆、乙速孤行俨祖孙三代皆葬在唐太宗昭陵以北约四十里的礼泉县叱干村，乙速孤神庆碑原立于墓前，今不复存，何时毁失，无从考察。全唐文有录，苗神客撰文，僧释行满书。

唐故右虞候副率检校左领军卫将军上柱国乙速孤府君碑铭（并序）

朝散大夫守著作郎弘文馆学士兼修国史上柱国济南县开国男苗神客撰

净〇寺释行满书

　　天地之大德曰生，圣人之大宝曰位。生不可以无宰，俟有道以存之；位不可以无寄，属有德以尊之。故创极剖天，张维辟宇。大君有作，〇〇〇而乘云；〇士聿兴，仰登山而捧日。可久可大，阐洪业而非常；立德立功，垂大名於不朽。存而为一时之杰，殁而为一代之英，爰有异人，今可得而闻矣。公讳神庆，字昭祐，其先王氏，太原人也。昔房〇以天戈耀象，六英开凤舞之祥；后弃以星祑兴农，万里厝鸾歌之域。帝图克峻，王道攸归。周德方隆，翦商以光其业；齐功可遂，败敌而有其勋。官族著乎天下，〇绪倾乎海内。五代祖显，後魏拜骠骑大将军。伟德挺生，禀嵩岱之精魄；洪川派别，洩江海之波澜：特拔千仞，盘纡九野。遂赐姓为乙速孤氏，始为京兆醴泉人焉。有命承家，代功居宠，然後以周畿委辂，奉春异钟鼎之门；汉殿乘轩，田秋匪珪璋之操。〇其荣阀，故无得而傅之。曾祖贵，齐右卫大将军、仪同三司、使持节都督岐州诸军事、岐州刺史，周上开府仪同三司、〇附大夫，随河州诸军事、河州刺史、河州总管、太子右庶子、和仁郡开国公。祖安，齐前锋都督，周右武候、右六府、骠骑将军、开府仪同三司、使持节长州诸军事、长州刺史，隋益州都督，袭封和仁郡开国公。拜前拜後，惟昭惟穆，咸以忠贞之操，并资文武之材。科始一心，虽百君而每合；出入三代，居八命而逾荣。父晟，皇朝上开府、右武候、右廿府、左车骑将军，转骠骑将军。令绪逾崇，高门克大，岳灵凤德，绍贤哲以相趋；河目黾纹，〇公侯而继出。公山资海授，星杰雷英，跨俗腾彩，惊时駮瞩。虽仲连飞兔，追日电以长鸣；而诸葛卧龙，候风云而戢景。俄属鼋鼍驾海，猨鹤凌江，黄神吟而宇县分，素灵叹而区域震。高祖神尧皇帝开天躧步，翼日腾精，偃横流於九海，荡洪氛於八极。云雷喷薄，兴於晋水之湄；天地氤氲，辟於渭川之渗透。於时邑居幅裂，豪俊棋分。鹊起逢时之心，寰中既扰；乌止於谁之室，宇内攸瞻。公乃存悟井之深几，载驱骊阜；知跃泉之秘迹，言访龙田。狱讼归禹，不忘於寤寐；歌舞迎周，独断於襟抱。以义宁之始，乃奉见於泾阳，初蒙恩命，预参秦府，从平京邑，授通议大夫，赐物六十段。戎章克峻，虽策勋而既重；国图伊始，以门胄而方荣。乃取祖长州府君之资任右亲卫。於时虽地开金策，翦鹑甸而斯安；而池〇玉〇，乱难津而未靖。公於是奉陪八校，薄伐三川，从讨王充，破青城堡，赐物一百段，并袍彩牛等，加勋大将军。武德元年又征薛举，二年复破武周。神兵四举，每推立於後服；英图百胜，必贾勇於先登。时宋金刚尚凭地险，更劳天伐。公乃因机有捷，烛云火之高辉；应变无方，刊风灰之远阵。平冠之後。蒙赐马及金鞍彩物百段。王充以巨猾窥舋，假位号於成周；建德以大资因时，窃仁义於全赵。恃连难之援，以兴危邦；讬刑马之盟，方为与国。太宗乃韬龙豹，旅貔貅，黄钺排天，朱旗断雾，沸洛川而愤角，震嵩岩而叠鼓。王充以迭食为命，不移蛩駏之心；建德以弱甲相依，舞舛螳螂之卫。公乃怀奇请奋，受命长驱，破王充千金堡，并从擒建德。预轩圣於玄符，奉翘绩於丹浦。燕赵俄获，蚌为脯而无遗；虞虢终亡，马服舆而不失。加勋柱国，赐物二百段。刘黑闼拥铜马之馀孽，气蕴图南；阻金凤之〇川，兵雄赵北。公乃从平清漳洛水，二〇〇因遂俘之。授上柱国，赐物百段，并〇马等，彩物一百五十段。粤以超时之效，恒当不次之恩。满宠受田，殊非异赏；李忠锡马，远多惭色。寻又从破徐员朗，复著奇勋。既而圣情载洽，念功劳止，特蒙赐〇，用表深荣。太宗以玄云入户，未改唐侯之爵；白水开钱，犹践萧王之号。秦王府妙资左右，公以良家首辟〇令长上，仍赐大袍。既而飞燕侵〇，长虹竭井。虽域中四大，正西北之倾维；而天下一家，有东南之反气。太宗乃殄兹方命，歼厥流言，推大义以龚行，宏至公而克翦。公以九年六月四日，载静奸回，因而侍卫，十〇不〇。既而汾阳脱屣，代邸承祧，高鸟尽而藏弓，归兽存而去战。公乃方从挟策，且欣蠧矢，结坟籍而为罟，驱礼义以为禽。然以七德攸归，五营斯伫，方始执鞭之任，式隆初篑之基。以贞观五年授右卫勋卫果毅都尉长上，六年〇〇，七年赐绢一百匹，八年授右勋卫校尉。公以怀才乐道，纬武经文，〇而时习，颠沛必於函丈；功成不居，终始存乎退尺。每策勋而命赏，常後已而先人。所以幽谷非迁，望乔木而韬响；渑池徒奋，坐大树而销声。虽薄〇之志每深，而厚禄之期终及。十年蒙授游击将军，守左领军长〇府〇别将，仍於永丰仓留守。佳兵七萃，左带皇畿，敖庾千箱，傍临陕服。正垒壁其斯重，瞻海陵其巳陋。聿兼其任，隆寄存焉。十二年以〇〇璇极西顾，玉鸾东惊。皇舆帝早，肃龙驾於风云；天动神行，扬凤旗於日月。董司戎禁，载伫忠贤。车驾自东都还京，乃敕公检校右勋卫上府郎将。十七年以震宫养德，乾心伫〇，乃下诏曰：「〇〇〇志怀强济，计略沈远，劳效著於戎旅，恪勤宣於阶闼。宜加荣擢，周卫储闱。可守太子右卫率府勋卫郎将。」於是青闱振景，绛地增辉。招摇之桂，连芳共〇；苍琅之竹，比节同〇。十九年马邑愆职，无蹈於骤山之义；龙颜凭怒，有事於辽水之阳。骛雷辎於碣石，洗天兵於海岛。时高宗天皇大帝铜楼毓粹，玉裕流温，中义在悬弓，宜扈於擒纵。而时方主鬯，实资於监抚，乃于定州留守，命公〇〇奉储闱。廿年丁骠骑府君忧去职。逷辍移巷，深悲陟岵。绝浆九日，已摧唐颂之心；茹痛三年，每泣高柴之血。廿三年诏授太子右卫率府翊卫郎将。犀钩在饰，鹤〇登荣。抑礼援琴，仍奏乐风之韵；踰期改燧，更承重日之辉。既而龙跃在天，正银题於紫极；鸿飞渐陆。振玉羽於元霄。高宗即位之後，授右卫郎将。永徽三年，除右骁卫翊卫中郎将。张奂坐帷，奋雄边之远略；马卿建节，驰喻蜀之高文。才宦双美，括囊千载。五年诏授太子右虞候副率，寻加兼太子右虞候副率。徐邈授经之彦，师表攸存；卞敦良将之才，闲邪是属。公之授也，斯实兼焉。俄属六麟徐驾，御西京之雾；雨五斗遐拂，俯东洛之风烟。钩陈〇委，英贤是赖。驾幸东都之日，检校左领军卫将军，寻又驾幸并州，敕公於并州先置。还东都日。检校右领军卫将军，仍知六闲马事。温骊籋云，贲〇〇於雪谷；瑞〇生风，御珠耀於〇〇。职无不理，帝有嘉焉。俄又兼太子右卫率，〇惟〇秩，实〇兹〇。〇〇〇〇〇建功，茂仲以主门兴绩。瞻言故实，英尚斯途，公以俦之，则为优矣。方冀有仁必寿，有寿必隆。而位未极於钓璜，〇问望周之浦；齿不延於练玉，遽颓观鲁之峰。以显庆五年八月廿四日，遘疾〇〇终於〇〇〇〇〇之私第，春秋六十有二。冕旒兴悼，哀荣兼极，敕书垂慰，賵赠逾隆，诏问嗣子行俨等，并赐物二百段。粤以龙朔三年岁次癸亥二月乙酉朔十九日巽时，永厝於雍州醴泉县履中川，以从先旨，礼也。惟公降辰象纬，诞灵川岳，德光宝璧，舒白气以成虹；才苞利器，横紫气而射斗。昔在髫初，即踰常类。嶷然殊状，如旭日之吐青山；湛乎深识，若明月之含碧海。克岐日就，至性天成。教以义方，则行之靡失；趋而有训，则奉以无违。承颜必当於隐犯，知年每形於喜惧。不愆於德，瞻梓无以措其徽；未尝有过，折蔥无以〇其罚。洎乎历丁艰疚，殆不胜丧。在骠骑府君之忧，公时已班隆贵，屡将毁灭，痛深朝野。於时乃有巢燕，乳於倚庐，观听嗟〇，古今攸绝。岂止许孜永慕，栖鴝翟於虚檐；丁密穷哀，〇鴹凫於〇沼：若斯而已矣，加以友于成性，〇爱为怀。共驾无暌，屡极锺舆之〇；同衾有慰，每追姜室之欢。兄弟数人，公为其长，居上斯睦，抚下惟仁，奕奕增映，怡怡可乐。其後五门将辟，三荆遽惨。公乃责深自箠，悲共气而无终；训切在原，泣分形而有异。虽同胞竟阻，王修之喻罕遵；而推产不干，卜式之资〇给。公以鼎贵馀业，财逾钜万，一无所取，咸以让焉。遐迩嗟服，宗姻骇叹。公以幼承教义，早闻诗礼，德思润已，学尚专门。俄属有隋荡覆，生人殄丧，掷书剑而事干戈，弃俎豆而修军旅。故得艺殚弧矢，精极韬钤。戟枝杨叶，穷取睽之妙；金遗玉堂，尽殆戎之术。所以革车每次，大憝斯歼；〇应〇策，兵无挫锐：非以赏而邀利，宁以功而自伐。然而因时命律，积稔论兵。受而莫违，当厚惠而居百夫之长；推而不有，委荣名而辞万户之侯。卓矣高踪，鲁连岂唯於蹈海；安乎卑位。曼倩遂劳於执戟：大雅君子，斯之谓焉。子国子明经高第、朝请大夫、行绵州司马行俨；宁远将军、守岐阳府长上折冲行均；游击将军、守甘泉府左果毅都尉行方等，或传经综业，或良弓嗣美，诚在孝而斯勇，实致果而为雄。仁者安仁，心无昧於观行；将门有将，理不差於必复。既而匪莪婴酷，悴柏缠哀，攀蠹索而增慕，循凿楹而载感。於是乃与昆季，聚族兴言，以为陵谷难恃。风猷易绝，云台入画，莫究遗芳；天禄藏书，方成蠹简。欲垂不刊之迹，必存无愧之辞。於是爰勒他山，用旌斯烈，庶使波溢渤澥，识堕泪於千龄；麓徙琅琊，传受辛於万古。其词曰：

立功立德，惟武惟文。铭戈著范，勒鼎昭勋。名悬日月，气禀风云。谁其克绍，卓矣夫君。

绪派伊笙，〇隆淮筮。肇锡官族，即荣昌裔。衮服有辉，旗章靡替。明德斯谋，高门是继。

英英亮状，灼灼瑰奇。不愆於道，无忒其仪。光含巨阙，彩振长离。公〇比骥，吕望非螭。

运属时屯，道参人杰。鹏图凤举，云迥风烈。济水秦亡，登山赵灭。功成百胜，途夷九折。

已建宏勋，俄膺懋宠。期门甫陟，羽林初奉。帝庾斯卫，储兵载拥。宇省才高，司偕位重。

官连四萃，望越五营。声芳汉将，器表周桢。未登召室，遽掩佳城。哀缠国宝，痛结人英。

树惨王哀，松凋许泣。九泉长送，百身何及。鹤兆方兼，乌坟永戢。山秋月思，野寒风急。

传钩令绪，待漏英才。兰期奄隔，楸思俄开。图芳隧路，纪德泉台。九原徽烈，万古风埃。

## 子女
- 长子：乙速孤行俨，国子明经高第、朝请大夫、行绵州司马
- 次子：乙速孤行均，宁远将军、守岐阳府长上折冲
- 三子：乙速孤行方，游击将军、守甘泉府左果毅都尉